# Sjuan (möbel)

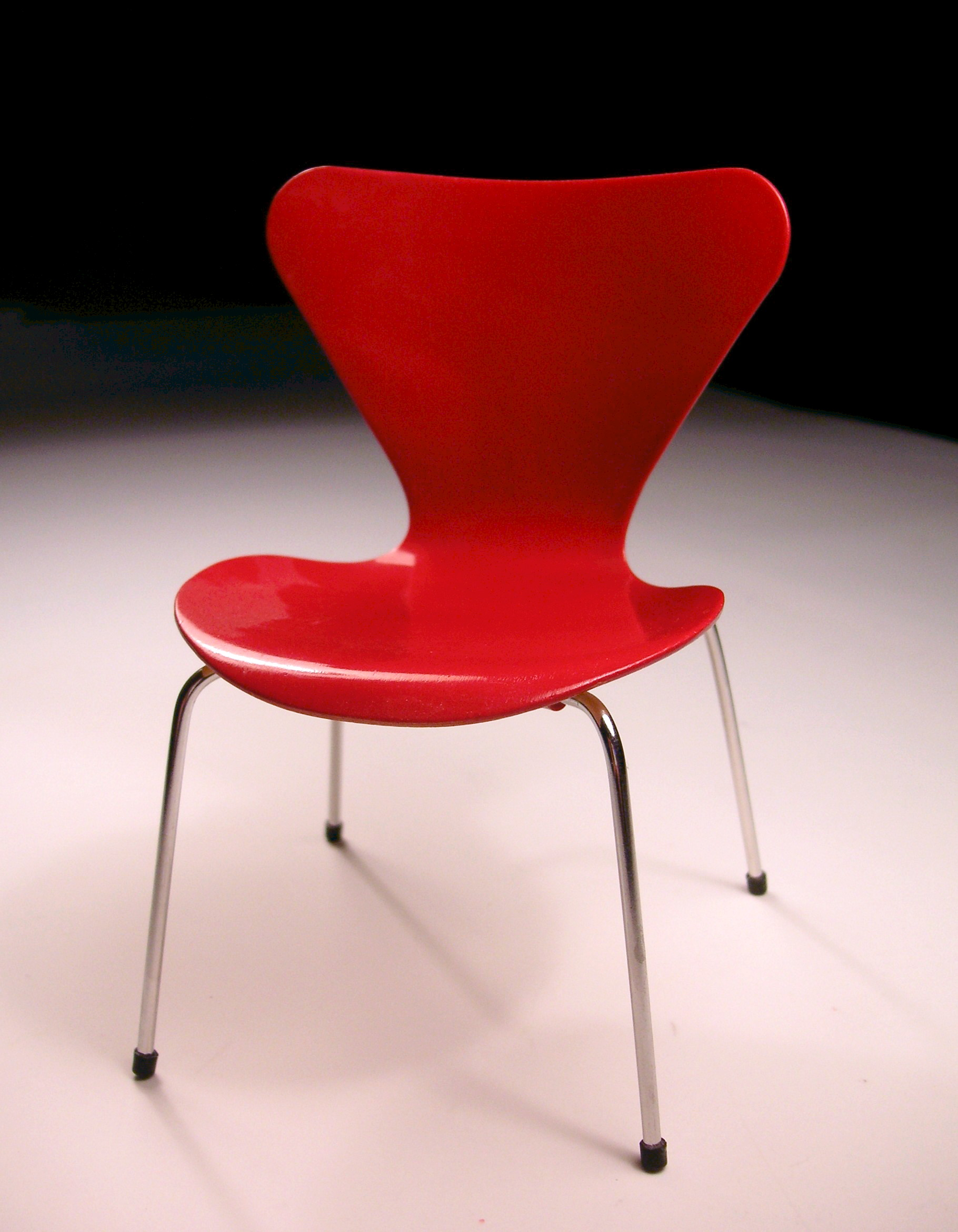
Arne Jacobsens Sjuan från 1955.

Sjuan är en stol designad av den danske designern och arkitekten Arne Jacobsen.
Premiärvisades i huset Skal och kärna på H55. Sjuan produceras fortfarande och saluförs av den danske möbeltillverkaren Fritz Hansen.
Carla Sozzani är sedan 2020 ansvarig för en ny färgsättning av Sjuan. 